# Centrale nucléaire de Nine Mile Point
La centrale nucléaire de Nine Mile Point est une centrale nucléaire située près de Oswego, dans l'État de New York sur un terrain de 3,6 km2. Le site est partagé avec la centrale nucléaire de Fitzpatrick.

Le réacteur no 1 est le plus vieux réacteur nucléaire encore en service aux États-Unis.

## Description
La centrale dispose de deux réacteurs à eau bouillante (BWR) construits par General Electric : 
- Nine Mile Point 1 : 621 MWe, mis en service en décembre 1969[2] ;
- Nine Mile Point 2 : 1 135 MWe, mis en service en 1987[3].

L'exploitant de la centrale est « Constellation Nuclear » du groupe « Constellation Energy ».
 
La tranche no 1 appartient entièrement au groupe « Constellation Energy » qui partage la propriété de la tranche no 2 avec « Long Island Power Authority » (18 % LIPA, 82 % Constellation Energy).

« Constellation Energy » avait l'intention de construire un nouveau réacteur sur ce site ou bien sur le site proche de Calvert Cliffs. En 2009, est annoncé un projet de réacteur EPR Nine Mile Point 3. En 2013, ce projet est officiellement annulé.